# Greg Terrion
Gregory Patrick „Greg“ Terrion (* 2. Mai 1960 in Marmora, Ontario; † 28. September 2018 ebenda) war ein kanadischer Eishockeyspieler, der im Verlauf seiner aktiven Karriere zwischen 1977 und 1989 unter anderem 596 Spiele für die Los Angeles Kings und Toronto Maple Leafs in der National Hockey League auf der Position des linken Flügelstürmers bestritten hat.

## Karriere
Terrion verbrachte seine Juniorenzeit zunächst zwischen 1976 und 1977 bei den Belleville Bobcats in der B-Gruppe der Ontario Hockey Association. Von dort wechselte der Stürmer zur Saison 1977/78 zu den Hamilton Fincups in die höherklassige Ontario Major Junior Hockey League. Mit der Mannschaft erreichte in diesem Jahr die Finalspiele um den J. Ross Robertson Cup, in denen sie den Peterborough Petes unterlagen. Anschließend war er zwei Spielzeiten bis zum Sommer 1980 für die Brantford Alexanders in derselben Liga aktiv, nachdem das Franchise von Hamilton nach Brantford umgesiedelt worden war. In seiner dritten und letzten Spielzeit in der Liga sammelte Terrion 122 Scorerpunkte, was schließlich dazu führte, dass er im NHL Entry Draft 1980 bereits in der zweiten Runde an 33. Position von den Los Angeles Kings aus der National Hockey League ausgewählt wurde.
Daraufhin wechselte der 20-Jährige bereits im Sommer 1980 in den Profibereich. Der Rookie erhielt auf Anhieb einen Stammplatz im NHL-Aufgebot Los Angeles’ und absolvierte 73 Partien, in denen ihm 37 Punkte gelangen. Diesen Wert bestätigte er auch im folgenden Spieljahr, allerdings bestritt er ein Dutzend Spiele weniger als noch im Vorjahr. Dennoch kam Terrions Zeit in Kalifornien nach zwei Spielzeiten zu einem Ende, da er im Oktober 1982 – kurz nach Saisonbeginn – im Austausch für ein Viertrunden-Wahlrecht im NHL Entry Draft 1983 an die Toronto Maple Leafs abgegeben wurde. Bei den Kings war er bis dato im Saisonverlauf nicht zum Einsatz gekommen und hatte lediglich für deren Farmteam, die New Haven Nighthawks, in der American Hockey League gespielt.
In seiner Heimatprovinz Ontario bei den Maple Leafs stand Terrion auf Anhieb wieder im NHL-Kader und war die folgenden sechs Spielzeiten bis zum Sommer 1988 fester Bestandteil des Teams. In seinen ersten vier Jahren erreichte er stets über 30 Scorerpunkte, obwohl er unter den Stürmern eine eher defensivere Rolle einnahm. Erst als seine Punktausbeute ab der Saison 1986/87 deutlich zurückging, wurde der Flügelspieler entbehrlich, so dass er im Verlauf der Spielzeit 1987/88 auch einige Begegnungen in der AHL für die Newmarket Saints absolvierte. Dort bestritt er im Spieljahr 1988/89 auch seine letzte Profisaison, ehe er seine aktive Karriere im Alter von 29 Jahren für beendet erklärte.
Terrion starb im September 2018 im Alter von 58 Jahren in seiner Geburtsstadt Marmora.

## Karrierestatistik
(Legende zur Spielerstatistik: Sp oder GP = absolvierte Spiele; T oder G = erzielte Tore; V oder A = erzielte Assists; Pkt oder Pts = erzielte Scorerpunkte; SM oder PIM = erhaltene Strafminuten; +/− = Plus/Minus-Bilanz; PP = erzielte Überzahltore; SH = erzielte Unterzahltore; GW = erzielte Siegtore; 1 Play-downs/Relegation; Kursiv: Statistik nicht vollständig)